# فو یوانهوی

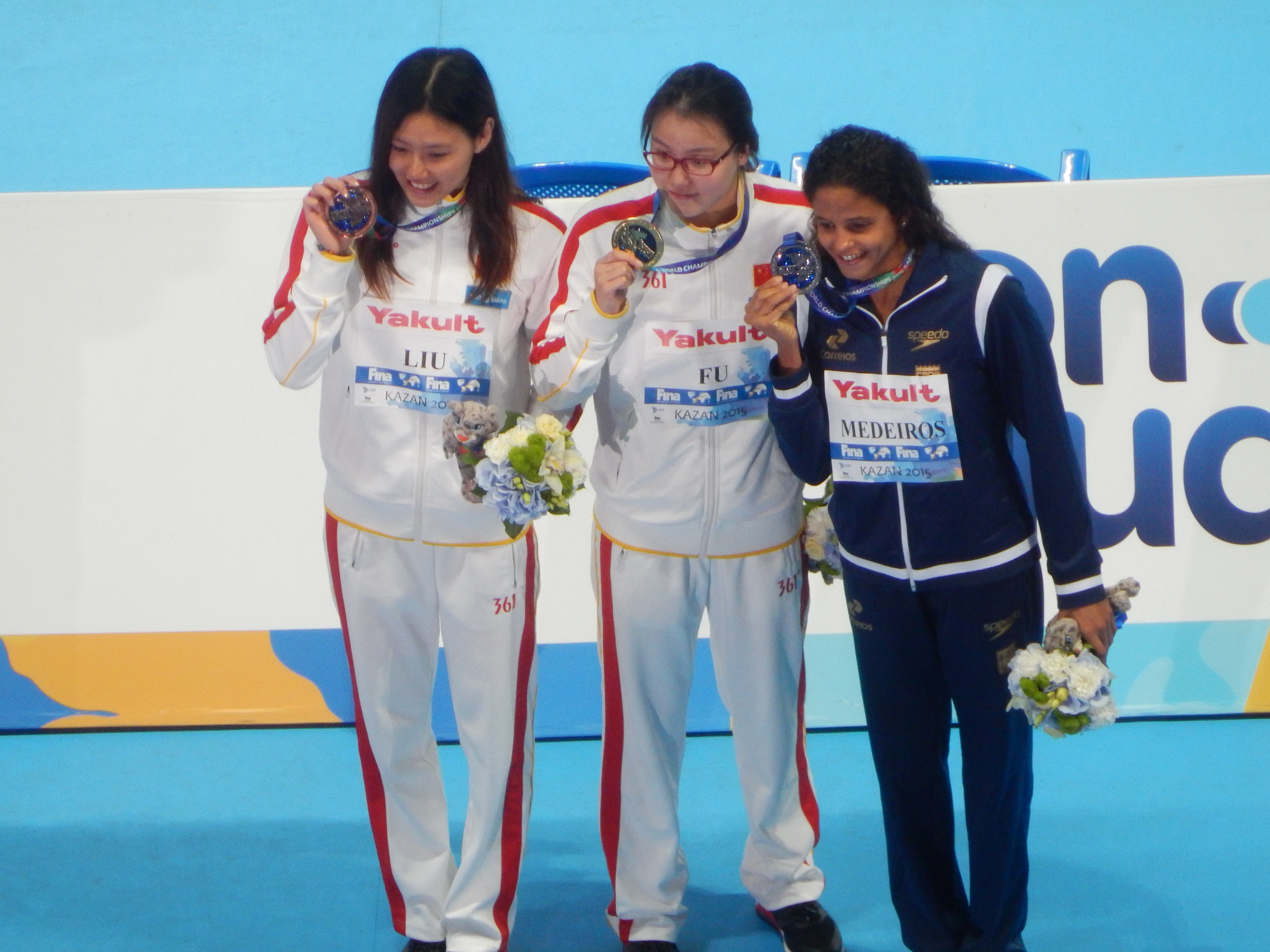
فو یوانهوی (وسط)

فو یوانهوی (انگلیسی: Fu Yuanhui؛ زادهٔ ۷ ژانویهٔ ۱۹۹۶) یک شناگر اهل جمهوری خلق چین است.
وی در مسابقات کشوری و بین‌المللی در مجموع برنده ۲ مدال طلا، ۱ مدال نقره، ۱ مدال برنز شده‌است.